# 北茅崎站
北茅崎站（日语：／ Kita-chigasaki eki */?）是位於神奈川縣茅崎市茅崎，屬於東日本旅客鐵道（JR東日本）相模線的鐵路車站。

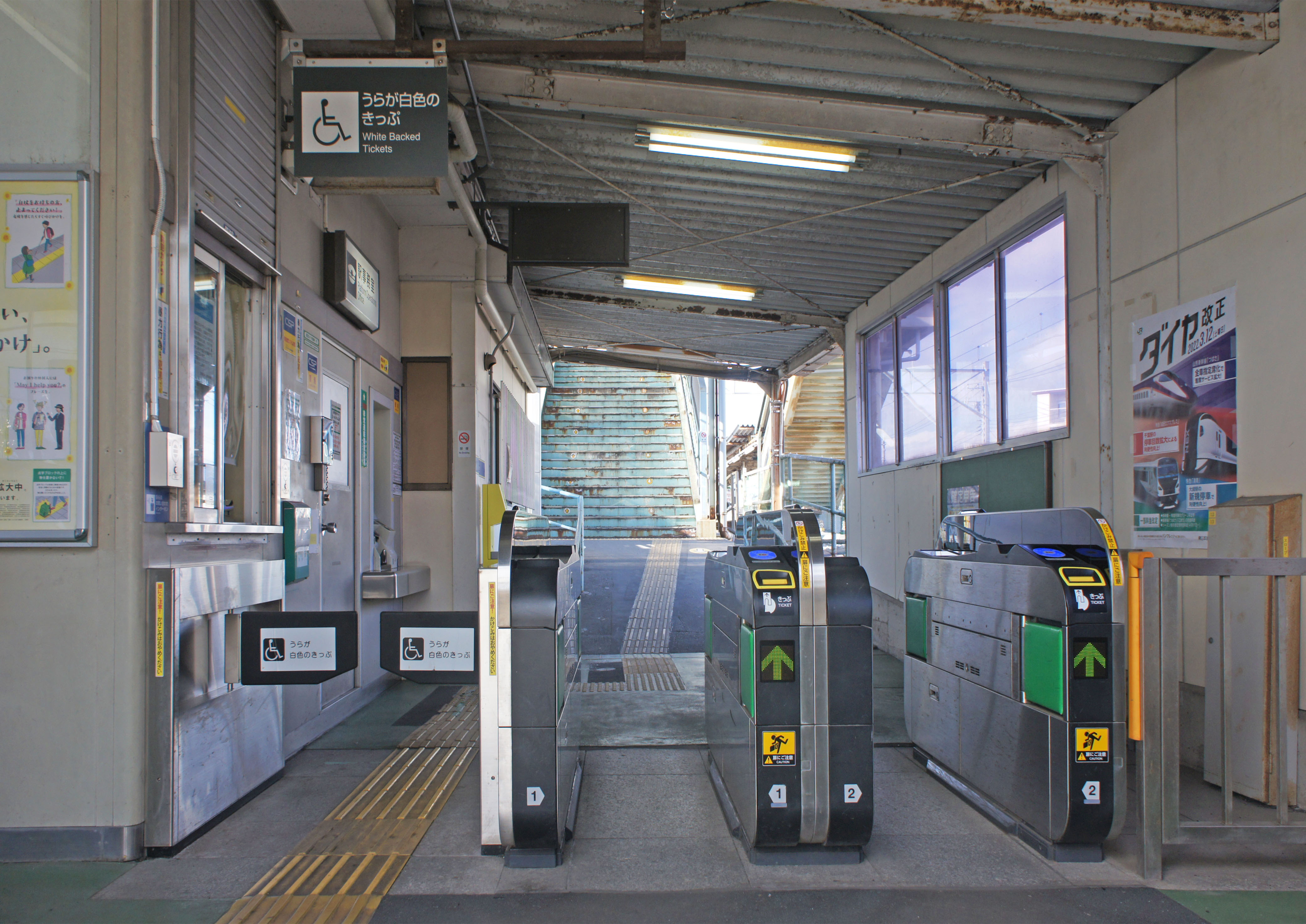
驗票口(2022年2月)

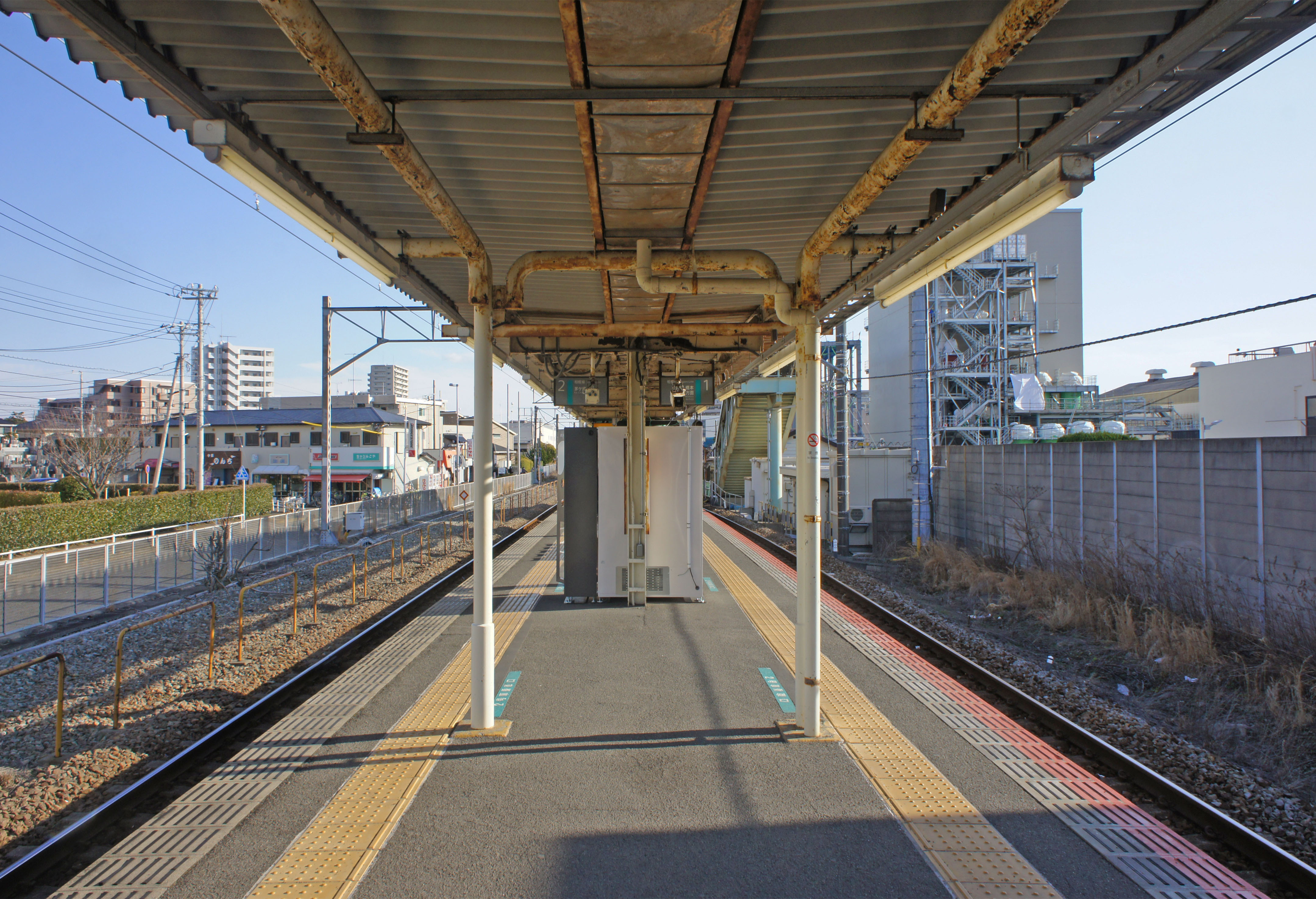
月台(2022年2月)

## 車站構造
本站為島式月台1面2線的地面車站。站房位於軌道西側，並透過跨線橋與月台連接。茅崎站與此站之間有急彎。

### 月台配置
| 月台 | 路線    | 方向 | 目的地                 |
| ---- | ------- | ---- | ---------------------- |
| 1    | ■相模線 | 下行 | 厚木、橋本、八王子方向 |
| 2    | ■相模線 | 上行 | 茅崎方向               |

（來源：JR東日本:車站構內圖（页面存档备份，存于））

## 使用情況
2019年（令和元年）度的1日平均上車人次為2,870人。
近年的1日平均上車人次如下表。
| 年度               | 1日平均 上車人次 |
| ------------------ | ---------------- |
| 1995年（平成07年） | 2,562            |
| 2000年（平成12年） | 2,504            |
| 2001年（平成13年） | 2,432            |
| 2002年（平成14年） | 2,387            |
| 2003年（平成15年） | 2,371            |
| 2004年（平成16年） | 2,469            |
| 2005年（平成17年） | 2,595            |
| 2006年（平成18年） | 2,727            |
| 2007年（平成19年） | 2,738            |
| 2008年（平成20年） | 2,709            |
| 2009年（平成21年） | 2,602            |
| 2010年（平成22年） | 2,601            |
| 2011年（平成23年） | 2,659            |
| 2012年（平成24年） | 2,736            |
| 2013年（平成25年） | 2,794            |
| 2014年（平成26年） | 2,731            |
| 2015年（平成27年） | 2,837            |
| 2016年（平成28年） | 2,854            |
| 2017年（平成29年） | 2,839            |
| 2018年（平成30年） | 2,855            |
| 2019年（令和元年） | 2,870            |

## 历史
- 1940年2月1日 日東（にっとう）站開業。當時主要使用者為工場職工。
- 1944年6月1日 國有化、改名北茅崎站。

## 車站周邊
- 機械金屬工業邨
- 東邦鈦工場
- 國道1號

## 相鄰車站
東日本旅客鐵道（JR東日本）
■相模線
茅崎－北茅崎－香川

### 使用情況
JR東日本2000年度以後的上車人次
1. ↑  各駅の乗車人員（2000年度） （页面存档备份，存于） - JR東日本
2. ↑  各駅の乗車人員（2001年度） （页面存档备份，存于） - JR東日本
3. ↑  各駅の乗車人員（2002年度） （页面存档备份，存于） - JR東日本
4. ↑  各駅の乗車人員（2003年度） （页面存档备份，存于） - JR東日本
5. ↑  各駅の乗車人員（2004年度） （页面存档备份，存于） - JR東日本
6. ↑  各駅の乗車人員（2005年度） （页面存档备份，存于） - JR東日本
7. ↑  各駅の乗車人員（2006年度） （页面存档备份，存于） - JR東日本
8. ↑  各駅の乗車人員（2007年度） （页面存档备份，存于） - JR東日本
9. ↑  各駅の乗車人員（2008年度） （页面存档备份，存于） - JR東日本
10. ↑  各駅の乗車人員（2009年度） （页面存档备份，存于） - JR東日本
11. ↑  各駅の乗車人員（2010年度） （页面存档备份，存于） - JR東日本
12. ↑  各駅の乗車人員（2011年度） （页面存档备份，存于） - JR東日本
13. ↑  各駅の乗車人員（2012年度） （页面存档备份，存于） - JR東日本
14. ↑  各駅の乗車人員（2013年度） （页面存档备份，存于） - JR東日本
15. ↑  各駅の乗車人員（2014年度） （页面存档备份，存于） - JR東日本
16. ↑  各駅の乗車人員（2015年度） （页面存档备份，存于） - JR東日本
17. ↑  各駅の乗車人員（2016年度） （页面存档备份，存于） - JR東日本
18. ↑  各駅の乗車人員（2017年度） （页面存档备份，存于） - JR東日本
19. ↑  各駅の乗車人員（2018年度） （页面存档备份，存于） - JR東日本
20. ↑  各駅の乗車人員（2019年度） （页面存档备份，存于） - JR東日本

## 外部連結
- 車站資訊（北茅崎）：東日本旅客鐵道

35°20′20.8″N 139°24′27.3″E / 35.339111°N 139.407583°E